# 阿安
阿安（法語：Ahun，法語發音：[a.œ̃]）是法国克勒兹省的一个市镇，位于该省中北部，属于盖雷区。

## 地理
阿安（46°5'11"N, 2°2'42"E）面积33.74 平方千米，位于法国新阿基坦大区克勒兹省，该省份为法国中部省份，位于法國中央高原西北部，北起安德尔省和谢尔省，西接维埃纳省，南至科雷兹省，东临多姆山省，东北与阿列省接壤。
与阿安接壤的市镇（或旧市镇、城区）包括：尚伯罗、勒东泽伊、弗朗塞什、马泽拉、穆捷达安、皮奥纳、苏帕尔萨、圣伊莱尔拉普莱讷、圣马夏尔勒蒙、圣伊里耶莱布瓦。

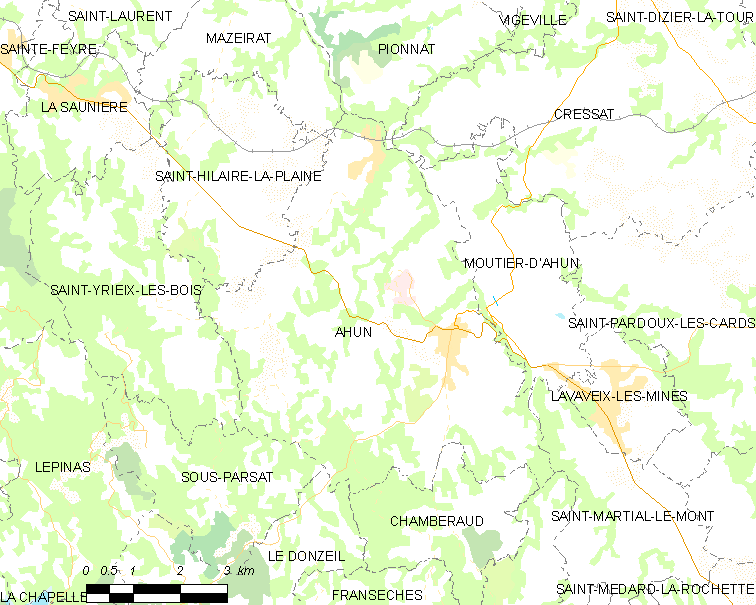
阿安的OSM定位图

阿安的时区为UTC+01:00、UTC+02:00（夏令时）。

## 行政
阿安的邮政编码为23150，INSEE市镇编码为23001。

## 政治
阿安所属的省级选区为阿安县。

## 人口

1962-2008年间阿安人口变化图示

阿安于2022年1月1日时的人口数量为1442人。

## 交通
克勒兹省省道D13线、D16线、D18线、D50线和D942线等经过阿安境内。克勒兹河畔比索站位于阿安境内北部，开行前往费勒坦和盖雷方向的列车。